# Weesperplein
Weesperplein est une place de la ville d'Amsterdam située dans l'arrondissement de Centrum. Elle relie Sarphatistraat au Nieuwe Achtergracht dans la continuité de Weesperstraat. Toutefois, elle est prolongée par Rijnspoorplein et Wibautstraat au sud. Elle est située sur l'un des principaux axes nord-sud de circulation à l'est de l'Amstel, et est desservie à la fois par le tramway et le métro.
L'ancienne bourse aux diamants (Diamantbeurs) de la ville y était située.